# بطولة جنوب السودان لكرة القدم 2017
بطولة جنوب السودان لكرة القدم 2017 هو موسم من بطولة جنوب السودان لكرة القدم. فاز فيه Al-Salam FC ‏.